# Xarxa lògica de Màrkov
Una xarxa lògica de Màrkov (amb acrònim anglès MLN) és una lògica probabilística que aplica les idees d'una xarxa de Màrkov a la lògica de primer ordre, permetent una inferència incerta. Les xarxes lògiques de Màrkov generalitzen la lògica de primer ordre, en el sentit que, en un cert límit, tots els enunciats insatisfactoris tenen una probabilitat de zero, i totes les tautologies tenen una probabilitat.
El treball en aquesta àrea va començar l'any 2003 per Pedro Domingos i Matt Richardson, i van començar a utilitzar el terme MLN per descriure-ho.
Breument, és una col·lecció de fórmules de la lògica de primer ordre, a cadascuna de les quals se li assigna un nombre real, el pes. Prenent com una xarxa de Màrkov, els vèrtexs del gràfic de la xarxa són fórmules atòmiques i les arestes són els connectius lògics utilitzats per construir la fórmula. Cada fórmula es considera una camarilla i la manta de Màrkov és el conjunt de fórmules en què apareix un àtom determinat. Una funció potencial s'associa a cada fórmula i pren el valor d'un quan la fórmula és certa i zero quan és falsa. La funció potencial es combina amb el pes per formar la mesura de Gibbs i la funció de partició per a la xarxa de Màrkov.
L'objectiu de la inferència en una xarxa lògica de Màrkov és trobar la distribució estacionària del sistema, o una que hi estigui propera; que això pot ser difícil o no sempre possible s'il·lustra amb la riquesa de comportament que es veu en el model d'Ising. Com en una xarxa de Màrkov, la distribució estacionària troba l'assignació més probable de probabilitats als vèrtexs del gràfic; en aquest cas, els vèrtexs són els àtoms fonamentats d'una interpretació. És a dir, la distribució indica la probabilitat de la veritat o la falsedat de cada àtom terrestre. Donada la distribució estacionària, es pot realitzar una inferència en el sentit estadístic tradicional de probabilitat condicional: obtenir la probabilitat {\displaystyle P(A|B)} la fórmula A es compleix, donat que la fórmula B és certa.
La inferència en MLN es pot realitzar mitjançant tècniques d'inferència de xarxa de Màrkov estàndard sobre el subconjunt mínim de la xarxa de Màrkov rellevant necessària per respondre la consulta. Aquestes tècniques inclouen el mostreig de Gibbs, que és eficaç però pot ser excessivament lent per a xarxes grans, la propagació de creences o l'aproximació mitjançant pseudoprobabilitat.